# Ітан Каткоскі
Ітан Каткоскі (англ. Ethan Cutkosky, 19 серпня 1999, Сент-Чарльз, Іллінойс) — американський актор, більш відомий як Карл Галлагер у серіалі «Безсоромні».

## Біографія
Ітан Каткоскі народився 19 серпня 1999 року у місті Сейнт-Чарльзі, штат Іллінойс(США). Матір Ітана у минулому вчитель, а батько розробник програмних забезпечень. У 4 роки Ітан почав фотографуватись для реклами, а у 7 років отримав свою першу роль. Далі він брав участь у зйомках повнометражних фільмів.
Зараз Ітан знімається у серіалі «Безсоромні». Також він зустрічається із Бріель Барбарською. Її можна побачити у серіалі разом із Каткоскі.

## Фільмографія
| Рік       | Назва            | Роль               |
| --------- | ---------------- | ------------------ |
| 1999      | Закон та порядок | Генрі Менсер       |
| 2010      | Вирок            | Сусідський хлопець |
| 2011-2021 | Безсоромні       | Карл Галагер       |